# Technische Einsatzgruppe
Technische Einsatzgruppen (TEG) sind spezialisierte Kräfte der deutschen Polizei, welche die Spezialeinsatzkommandos und die Mobilen Einsatzkommandos unterstützen. Sie verfügen über technische Expertise für komplexe Einsatzlagen.

## Aufgaben
Die Technischen Einsatzgruppen verfügen über technische Expertise für komplexe und gefährliche Einsatzlagen. Sie unterstützen die SEKs und MEKs und sind ähnlich ausgebildet. Sie führen z. B. Ortungen, akustische und optische Aufklärung durch.

## Gliederung in anderen Bundesländern
In Bayern heißt diese Einheit Technisches Einsatzkommando.